# Duolandrevus luzonensis
Duolandrevus luzonensis är en insektsart som beskrevs av Otte, D. 1988. Duolandrevus luzonensis ingår i släktet Duolandrevus och familjen syrsor. Inga underarter finns listade i Catalogue of Life.